# NGC 4481
NGC 4481 est une petite galaxie spirale située dans la constellation du Dragon. NGC 4481 a été découverte par l'astronome prussien Heinrich Louis d'Arrest en 1866.

## Caractéristiques

### Distance
Sa vitesse par rapport au fond diffus cosmologique est de 2 464 ± 9 km/s, ce qui correspond à une distance de Hubble de 36,4 ± 2,6 Mpc (∼119 millions d'al).